# Glaucis
Genre
Glaucis est un genre de colibris (la famille des Trochilidae).

## Liste d'espèces
D'après la classification de référence du Congrès ornithologique international (ordre phylogénique) :
- Glaucis dohrnii – Ermite de Dohrn
- Glaucis hirsutus – Ermite hirsute
- Glaucis aeneus – Ermite bronzé